# Land Rover Wolf
Der Land Rover Wolf ist ein militärisches Fahrzeug, das auf dem Land Rover Defender des britischen Automobilherstellers Land Rover basiert.

## Technik und Einsatz

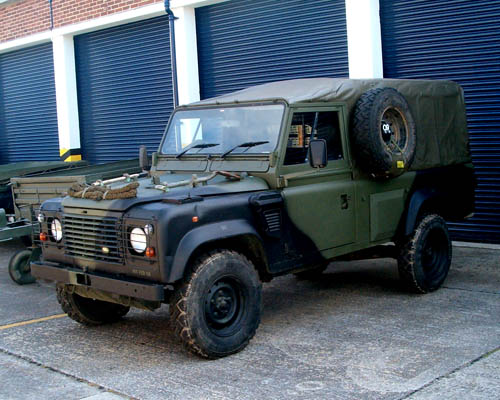
Land Rover Wolf

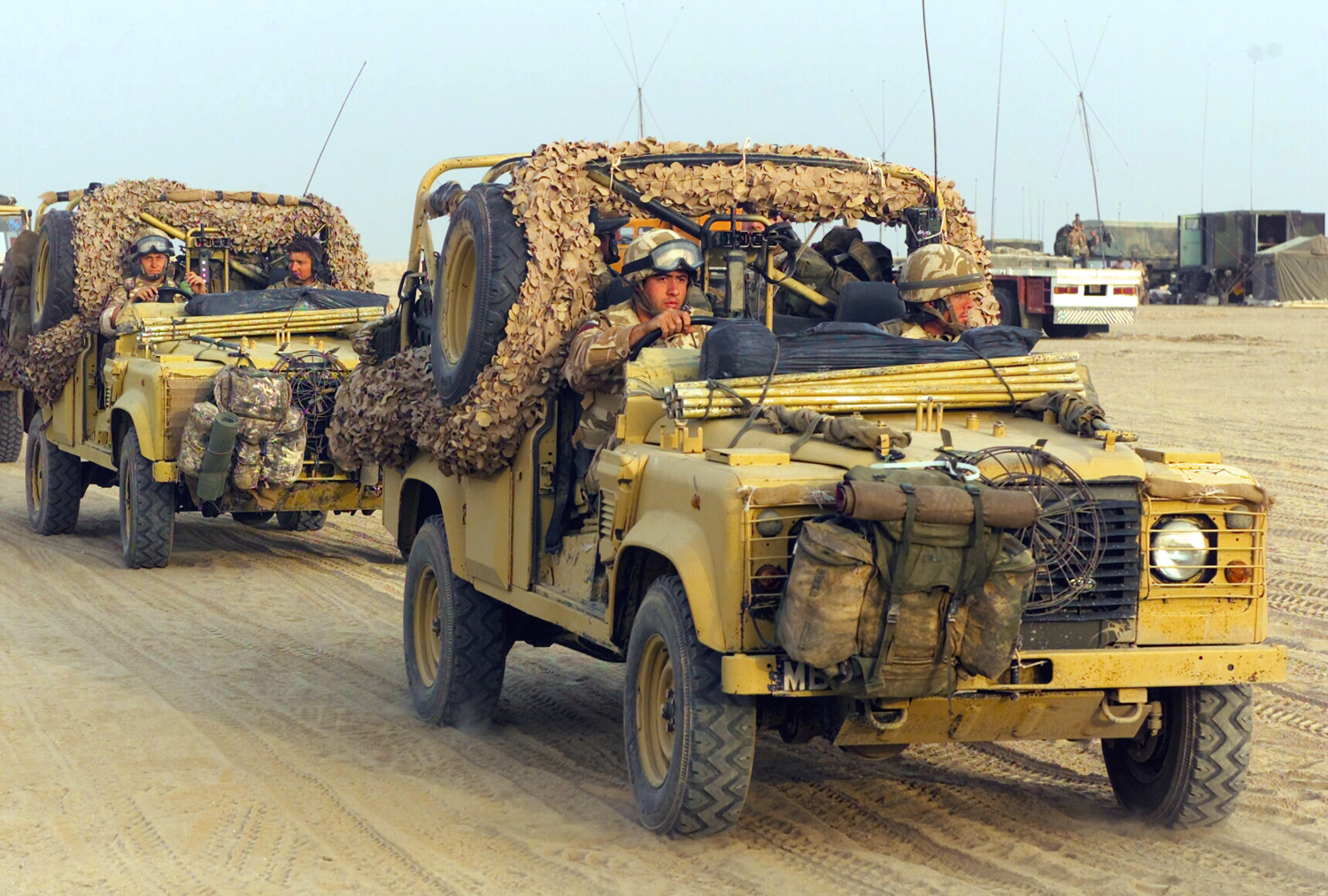
Defender 110 der britischen Armee im Irak

Seit 1996 werden unter dem Namen Wolf (engl. Aussprache – nicht zu verwechseln mit dem Wolf der Bundeswehr) die militärischen Varianten des Defenders (Land-Rover-Bezeichnung: Defender XD – Extra Duty) eingesetzt. Dabei handelt es sich um besonders überarbeitete Varianten des Defender TDi. Bekannt sind mindestens 27 Ausstattungsvarianten aus verschiedenen Kontrakten.
Im Wesentlichen sind dort gegenüber der zivilen Version verändert:
- 300-TDi-Motor
- Hilfsrahmen unter der Ladefläche für erhöhte Lasten
- Schnellwechselkühler für „battlefield conditions“
- 6,5×16-Zoll-Heavy-Duty-Räder für schlauchlose Reifen
- Militärstoßstange mit Maulkupplung vorne
- Lampenschutzgitter
- Luftansaugung mit Schnellwechselfiltern und automatischer Umschaltung auf die Seite, die nicht im Wasser ist
- innenliegender Überrollkäfig
- verbesserte Starrachsen (Basis: Range Rover P38a)
- Leseleuchte am Armaturenbrett
- Militärbeleuchtung (Tarnlichtschalter)
- Motorhaube von außen zu öffnen
- diverse Halterungen auf der Motorhaube für Spaten, Tarnnetzwanne etc.
- klappbare Windschutzscheibe
- Steckscheibentüren mit Klappgriffen
- Kraftstoffbehälter-Stauräume mit eckigen Kunststoffklappen an beiden Seiten des Fahrzeugs
- Heavy-Duty-Fahrwerk
- 24-Volt-Bordnetz (teilweise mit zweiter 48-Volt-Lichtmaschine für die Funkanlage)
- zusätzliche Rückleuchten (siehe auch Tarnlicht)
- bei der Softtop-Variante: Plane aus Kunststoff
- bei der Hardtop-Variante: vergrößertes Hardtop aus Kunststoff
- Reifen GoodYear G90
- seitliche Ersatzreifenhalterung
- verbesserte Zugösen am Rahmen vorne und hinten (für Hubschrauberverlastung)
- Unterfahrschutz-Platte vorne
- Starthilfedose im Fahrerfußraum (24 V = Panzer-, LKW-tauglich)
- Servolenkung (im Standard-ArmyDefender nicht vorhanden)
- teilweise sind „Schnorchel“ eingebaut
- Kontrollleuchtenabdeckklappe zur besseren Nachttarnung durch Verdunkelung
- zusätzliche Ausstattung wie Gewehrhalter, Funkvorrichtungen, Feuerlöscher etc.

Eine besondere Variante des Wolf 110 ist das Rapid Deployment Vehicle (RDV, Land-Rover-Bezeichnung), welches militärisch WMIK bezeichnet wird (Weapon mounted Installation Kit). Abweichungen zur obigen Wolf-Variante:
- keine Plane, kein Dach
- niedriger Überrollbügel, vorne mit integriertem Kabelschneider
- erhöhter Beifahrersitz (Kommandant)
- MG-Halterung außen, Beifahrerseite
- keine Türen montiert, dafür nur Sperrbleche, alternativ eine Plane
- anstelle der Hecktür/-klappe eine große Staukiste für z. B. Munition
- demontierte Windschutzscheibe
- 360 Grad drehbare MG-Halterung auf der Ladefläche
- Schützensitz auf der Ladefläche
- Kunststoffkühlergitter durch eins aus Blech ersetzt

Diese offene Variante ist gelegentlich in Nachrichtensendungen zu sehen, zum Beispiel bei Berichten über den Irakkrieg (siehe Bild oben) oder aus Afghanistan. Zum ersten Mal eingesetzt wurde der WMIK bei den Auseinandersetzungen in Sierra Leone.